# Комитет по метеоритам
Комитет по метеоритам РАН (КМЕТ; Комитет РАН по метеоритам) — научная организация при АН СССР/РАН по идентификации, сбору, хранению и изучению метеоритов.
В настоящее время Комитет по метеоритам находится при Институте геохимии и аналитической химии (ГЕОХИ) им. В. И. Вернадского РАН в Лаборатории метеоритики ГЕОХИ РАН.
Он курирует:
- Национальную коллекцию лунных образцов
- Метеоритную коллекцию РАН
- Музей внеземного вещества ГЕОХИ РАН
- Метеоритную экспозицию в Минералогическом Музее им. А. Е. Ферсмана РАН.

## История
В 1807 году академик В. М. Севергин выделил из Академической минералогической коллекции раздел «Воздушный камень лат. Aerolithe», куда поместил Палласово железо.
В 1898 году в Российской империи был принят закон, объявляющий метеориты государственной собственностью: 

метеориты подлежат передаче в Правительственные Музеи. Лицо, нашедшее метеорит, обязано либо само перепроводить его в Музей по своему выбору, либо сдать его кому-нибудь из чинов учебных ведомств, либо сдать местной администрации или, наконец, указать место находки.
Комитет был организован в Академии наук СССР по инициативе академика В. И. Вернадского.
В 1921 году он организовал специальную Метеоритную экспедицию, которая собирала сведения о находках метеоритов на территории страны. Начальником экспедиции был — Л. А. Кулик (впоследствии — ученый секретарь КМЕТ). 5 сентября 1921 года началась первая научная экспедиция по изучению Тунгусского падения 1908 г.
- В 1922 году на базе метеоритной коллекции Минералогического музея был создан Метеоритный отдел.
- В 1935 году Метеоритная комиссия при Ломоносовском институте АН СССР.
- В 1939 году Комиссия была реорганизована и переименована в Комитет по метеоритам (КМЕТ) АН СССР[4].

Третья (Всесоюзная) конференция по метеорам, кометам и астероидам была созвана ЦКМКА в Москве (24-27 ноября 1939 г.), в ней приняли участие 25 учёных из 16 организаций и учреждений.
Комитет по метеоритам в 1960—1970-е годы был признан лидером во всем мире, а потом все пошло на спад.
В 2013 году Комитет по метеоритам Российской Академии наук обращался к гражданам России — жителям Челябинска и населенных пунктов, в которых наблюдался пролёт болида Челябинск (метеорит) и выпадение его фрагментов с просьбой: «по возможности обращать внимание на необычные камни, объекты чёрного цвета в снегу, магнитные, углубления в снежном покрове на полях и огородах, отверстия в кровле хозяйственных построек, и при обнаружении кусочков метеорита сохранить их для науки». Это помогло решению важных научных вопросов.

### Официальные названия
По году утверждения названия:
- 1921 — Метеоритная экспедиция АН СССР
- 1922 — Метеоритный отдел Минералогического музея АН СССР
- 1935 — Комиссия по метеоритам при Отделении естественных и математических наук АН СССР в Институте геохимии, кристаллографии и минералогии имени М. В. Ломоносова АН СССР
- 1939 — Комитет по метеоритам Академии наук СССР (КМЕТ АН СССР)
- 1991 — Комитет по метеоритам Российской академии наук (КМЕТ РАН).

### Состав Комиссии и Комитета
Председатель Комиссии по метеоритам
- 1935 — Ферсман, Александр Евгеньевич (заместитель В. И. Вернадский)[7]

Председатели Комитета по метеоритам АН СССР:
- 1939 — Вернадский, Владимир Иванович
- 1945 — Фесенков, Василий Григорьевич
- 1971 — Кринов, Евгений Леонидович
- 1979 — Шуколюков, Юрий Александрович

Председатели Комитета по метеоритам РАН:
- 1991 — Галимов, Эрик Михайлович
- 2022 — Костицын, Юрий Александрович

Основной состав КМЕТ (по году вступления):
- 1939 — Кулик, Леонид Алексеевич — учёный секретарь Комитета по метеоритам АН СССР
- 1939 — Драверт, Пётр Людовикович — член-корреспондент Комитета по метеоритам АН СССР
- 1939 — Кринов, Евгений Леонидович — учёный секретарь Комитета (1943—1971)
- 1943 — Астапович, Игорь Станиславович — астроном, редактор Бюллетеня КМЕТ
- 1943 — Чирвинский, Пётр Николаевич — изучал минеральный и химический состав метеоритов
- 1961 — Флоренский, Кирилл Павлович — руководитель Тунгусской метеоритной экспедиции Комитета по метеоритам АН СССР
- 1976 — Федынский, Всеволод Владимирович — заместитель председателя Комитета по метеоритам АН СССР

На начало 1947 года в КМЕТ АН СССР состояли:
1. Академик В. Г. Фесенков — председатель КМЕТ.
2. Академик С. И. Вавилов.
3. Академик О. Ю. Шмидт
4. Академик. А. Н. Заварицкий
5. Академик. В. А. Обручев
6. Академик Д. С. Белянкин
7. Академик В. Г. Хлопин
8. Академик А. А. Полканов
9. Член-корреспондент С. В. Орлов — заместитель председателя КМЕТ.
10. Член-корреспондент А. П. Виноградов
11. Член-корреспондент. Г. А. Тихов
12. Член-корреспондент. А. В. Шубников
13. Член-корреспондент А. Г. Вологдин
14. Член-корреспондент Я. И. Френкель
15. Член-корреспондент П. И. Лебедев
16. Профессор В. И. Крыжановский
17. Профессор П. Н. Чирвинский
18. Профессор М. И. Кантор
19. Академик Белорусской АН Н. С. Акулов
20. Ученый секретарь — Е. Л. Кринов.